# Gas ionizado

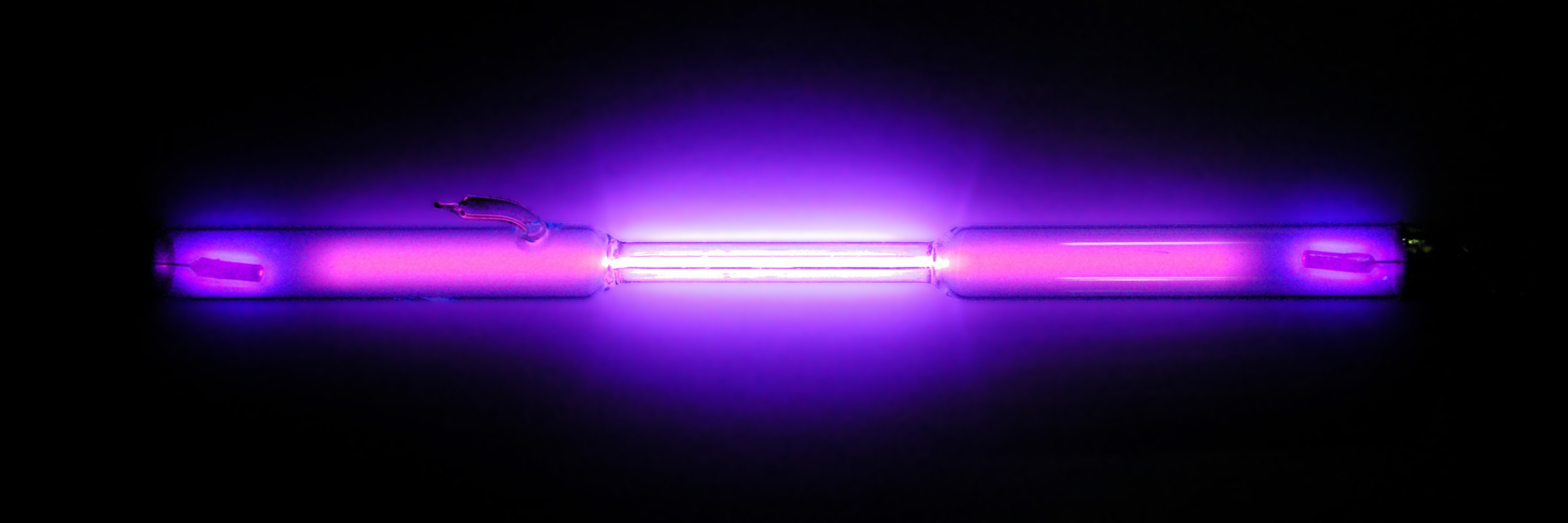
Resplandor de nitrógeno

Un gas ionizado (o iónico), es aquel cuyos átomos han perdido o ganado electrones debido a cargas eléctricas. 

## Descripción

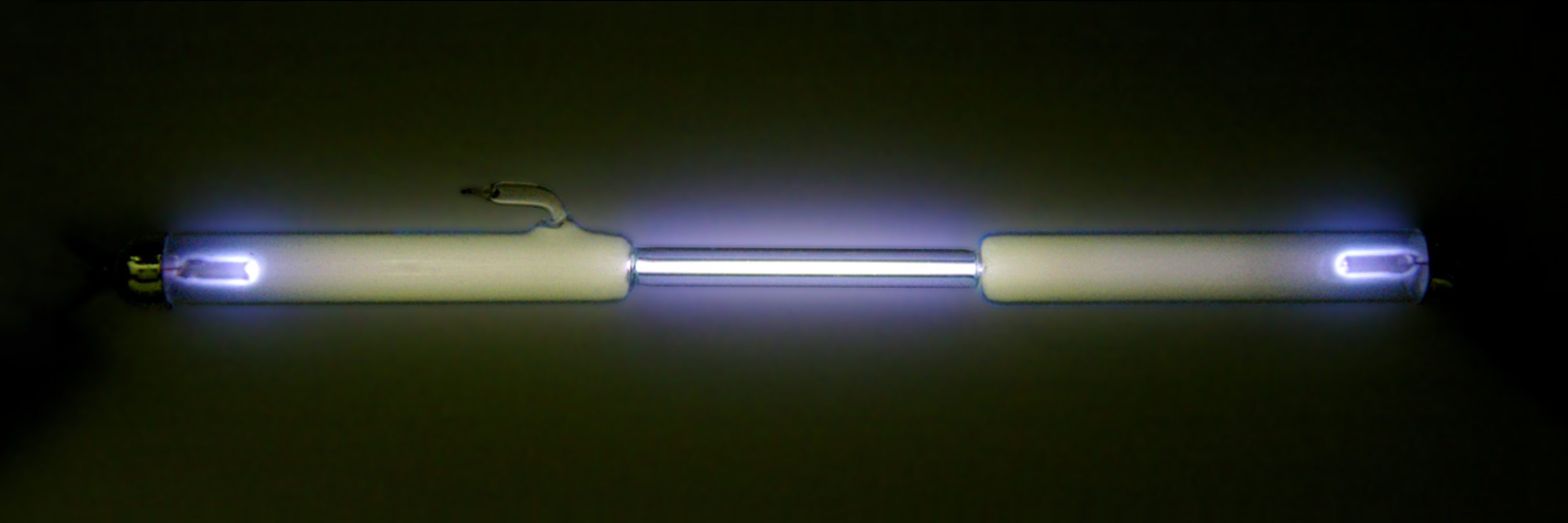
Resplandor de oxígeno

Un gas frío está constituido de moléculas que a su vez están formadas de átomos; si se calienta el gas, por ejemplo por interacción lumínica, las moléculas se moverán más rápidamente y chocarán entre sí con más fuerza, hasta que por encima de cierta temperatura varíe la molécula, y según su tipo, ésta se rompa y queden átomos dispersos. Estos átomos y sus electrones pueden en este proceso transformar parte de su energía en fotones; por ello un gas caliente brilla. Si se sigue aumentando la temperatura, los átomos empiezan a agitar sus electrones, formando un gas constituido de electrones libres (que emiten fotones constantemente), e iones (átomos con menos electrones que protones).

## Propiedades

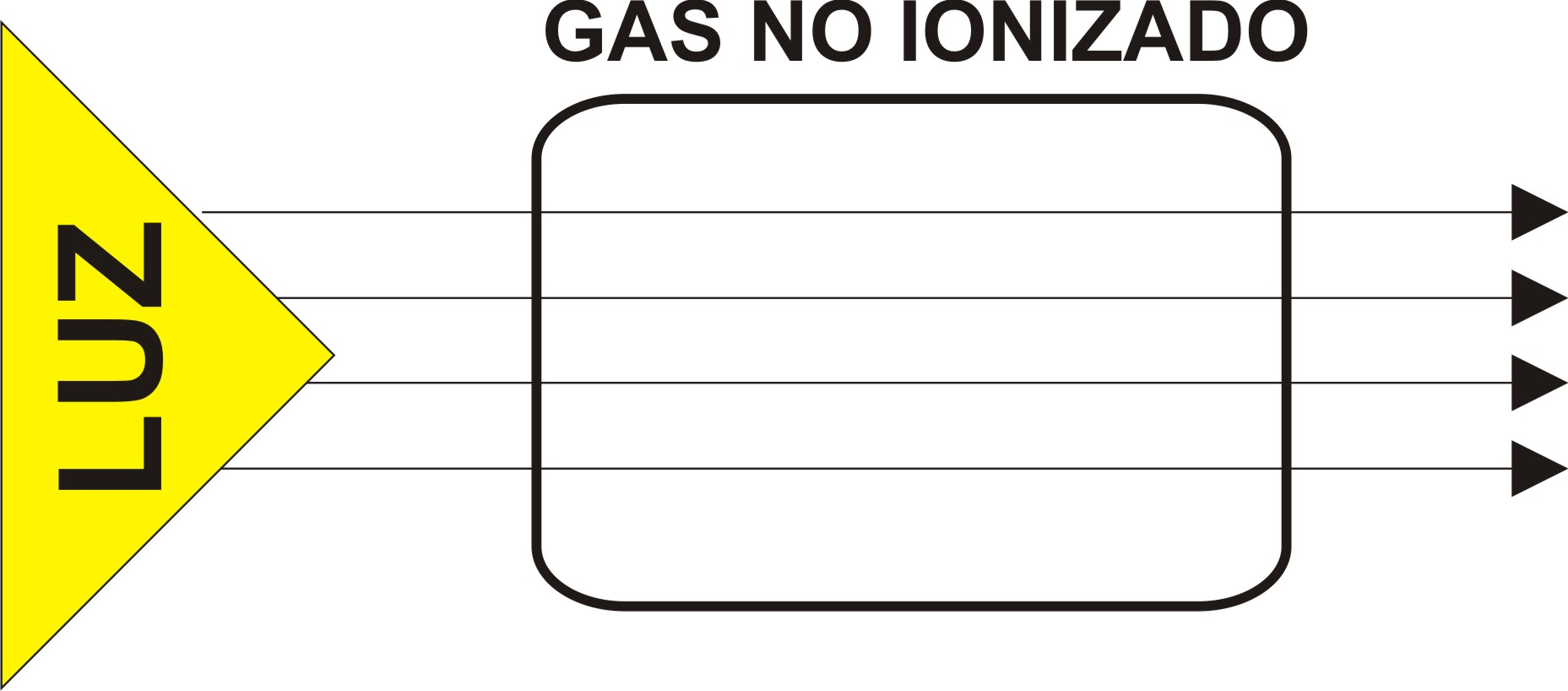
Interacción lumínica sobre gas no ionizado.

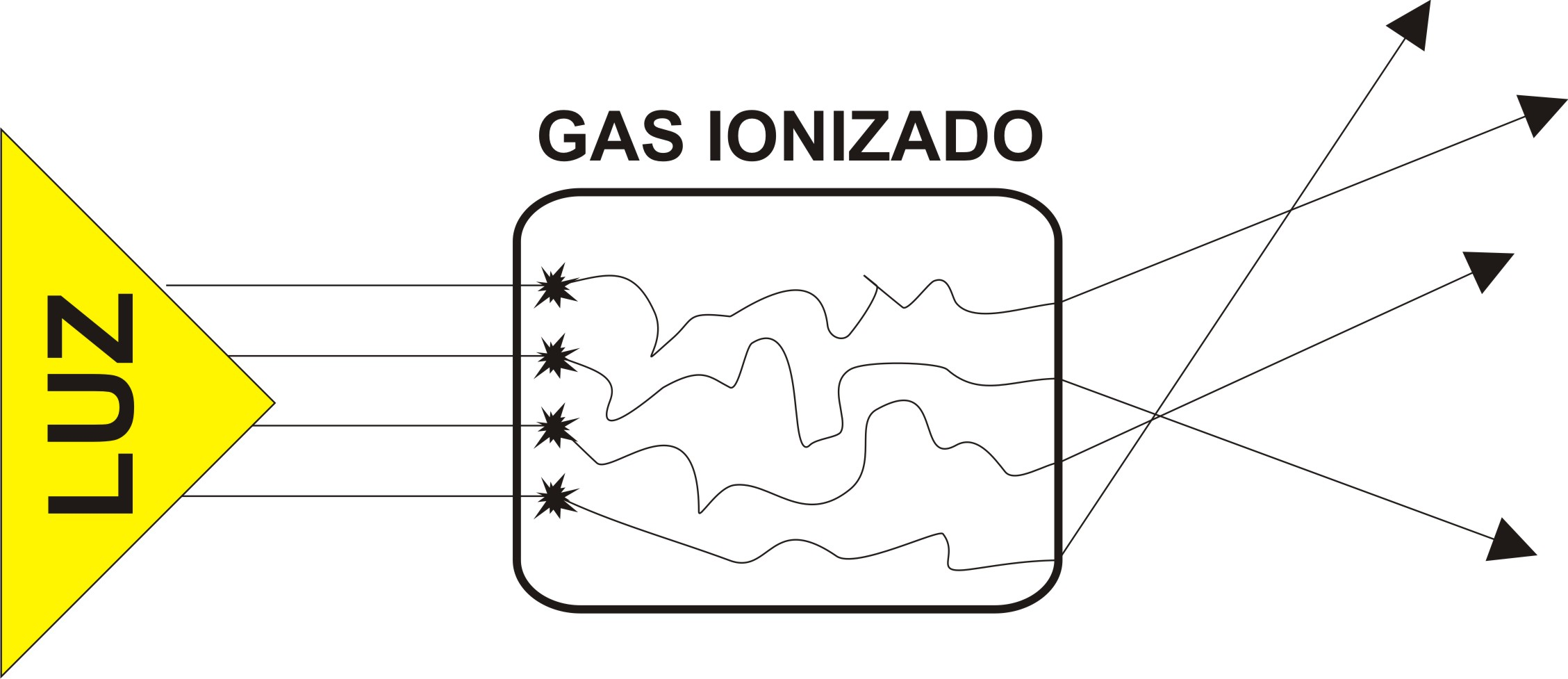
Refracción lumúnica sobre gas ionizado.

Al entrar en contacto con luz, un gas ionizado brilla sin ser transparente. Dado que los electrones libres interactúan fácilmente con los fotones, colisionan constantemente con ellos desviando sus trayectorias y a veces absorbiéndolos. En cambio, los átomos no ionizados interactúan débilmente con los fotones, por lo que un gas no ionizado, como el aire, suele ser transparente. 
Así bien, un gas al ionizarse sus electrones libres desvían constantemente las trayectorias de los fotones, por lo que se pierde transparencia y gana luminosidad. 

## Astrofísica
En astrofísica es un término usual para describir el gas que rodea a estrellas donde las altas temperaturas ocasionan a los átomos pérdidas masivas de electrones.

## Tecnología
El gas neón se encuentra parcialmente ionizado; brilla en los tubos usados para iluminación. Los átomos se sacuden de todos sus electrones y se obtiene la ionización: una mezcla de atómica de núcleos desnudos y electrones libres que emiten constantemente fotones.